# Katrina Leung
Pour les articles homonymes, voir Leung.
Katrina Leung (chinois simplifié : 陈文英; chinois traditionnel : 陳文英) est une femme d'affaires sino-américaine accusée d'espionnage par le FBI en 2003. Importante personnalité de la communauté chinoise de Los Angeles, elle a activement participé à différentes campagnes de financement pour des candidats du Parti républicain.

## Biographie
Elle a émigré aux États-Unis en 1970 grâce à un passeport taïwanais où il était indiqué qu'elle était née à Canton le 1er mai 1954, ce document s'est révélé être un faux.
Elle est diplômée de l'Université Cornell et de l'Université de Chicago.
Au début des années 1980, James J. Smith, responsable de la branche de Los Angeles du FBI, section contre-espionnage Chine, la recrute. Elle reçoit le nom de code « Parlor Maid ». Collaborant avec Smith, elle devient une importante source d'informations, recevant 1,7 million de dollars pour ses services.
Leung et Smith, chacun marié à une autre personne, s'engagent alors dans une liaison amoureuse qui durera vingt ans. Leung aurait accédé pendant cette période à différents documents secrets du FBI. Au début de 2003, elle est arrêtée et accusée d'être un agent double à la solde de la République populaire de Chine. Des responsables du FBI affirment qu'une décennie d'informations provenant du contre-espionnage doivent être revus. Smith est également arrêté et accusé de négligence grave.
Elle a aussi vécu une liaison avec William Cleveland Jr., ancien agent du FBI et chef du contre-espionnage au Lawrence Livermore National Laboratory.
Depuis son arrestation, sa famille maintient qu'elle est innocente.
En janvier 2005, la juge Florence-Marie Cooper a rejeté les accusations contre elle sur la base d'une procédure judiciaire mal menée. Le gouvernement des États-Unis a fait appel de ce rejet auprès de la 9th Circuit Court of Appeals. Il a obtenu une entente hors-cour avec Leung avant d'être entendu par cette cour. Le 16 décembre 2005, Leung s'est déclarée coupable de mensonge à propos de son aventure avec Smith. Elle est en probation pour une période de trois ans.